# Euplexaura parva
Euplexaura parva är en korallart som beskrevs av Kükenthal 1909. Euplexaura parva ingår i släktet Euplexaura och familjen Plexauridae. Inga underarter finns listade i Catalogue of Life.